# Alireza Jahanbakhsh
Alireza Jahanbakhsh (født 11. august 1993 i Jirandeh, Iran), er en iransk fodboldspiller (wing/offensiv midtbane), der spiller for hollandske SC Heerenveen.

## Klubkarriere
Efter at have startet sin karriere i hjemlandet skiftede Jahanbakhsh i 2013 til hollandsk fodbold, hvor han skrev kontrakt med NEC Nijmegen. Han spillede de følgende to sæsoner i klubben med succes, inden han i sommeren 2015 blev solgt til AZ Alkmaar.
Jahanbakhsh blev fra start en bærende kraft på AZ-holdet, og succesen kulminerede i sæsonen 2017-18, hvor han med 21 scoringer blev Æresdivisionens topscorer.
D. 27. juli 2018 skrev han under med Brighton i en handel til 127 mio. kr, hvilket gjorde ham til klubbens dyreste køb nogensinde.

## Landshold
Jahanbakhshstår (pr. maj 2018) noteret for 37 kampe og fire scoringer for det iranske landshold, som han debuterede for 15. oktober 2013 i et opgør mod Thailand. Han var en del af det iranske hold til VM 2014 i Brasilien og til VM 2018 i Rusland.